# Polifemo Orsini
Polifemo Orsini (Barbaricina, 1891 – Roma, 21 maggio 1937) è stato un fantino italiano.

## Biografia
Nato a Barbaricina nel 1891, diventò uno dei più grandi fantini del galoppo italiano. Noto per la sua rivalità con Federigo Regoli, fu il primo italiano a vincere il Derby nazionale della specialità, nel 1915, in sella a Van Dyck. Vinse la stessa gara altre tre volte, nel 1918 con Carlone, nel 1928 con Dervio e nel 1932 con Jacopa del Sellaio.
Uomo dal temperamento chiuso e taciturno, ebbe per tutta la carriera problemi di peso che lo obbligarono a continui bagni turchi e a diete sfibranti. Tali trattamenti indebolirono a tal punto il suo organismo da procurargli una malattia che lo portò dapprima a lasciare le gare e quindi a morire, a 46 anni, lasciando la moglie e i due figli.